# 1984 en sport
Cet article présente les faits marquants de l'année 1984 en sport.

## Automobile
- Niki Lauda remporte le Championnat du monde de Formule 1 au volant d'une McLaren-TAG Porsche.

## Baseball
- Les Tigers de Détroit remportent la Série mondiale face aux Padres de San Diego, 4 manches à 1.
- Finale du championnat de France : Paris UC bat Nice UC.

## Basket-ball
- CSP Limoges est champion de France.
- Orthez remporte la coupe Korać.
- NBA : les Celtics de Boston sont champions NBA en battant les Lakers de Los Angeles 4 manches à 3.
  - 23 juin, NBA : Michael Jordan est sélectionné en 3e position de la draft de la NBA par les Bulls de Chicago.
- FTBB : l'Étoile sportive de Radès remporte le championnat de Tunisie masculin de basket-ball

## Football
- La France remporte le Championnat d'Europe de football.
  - Article de fond : Championnat d'Europe de football 1984
- Le FC Tours bat l'Olympique de Marseille en finale du championnat de L2 et inscrit une ligne à son palmarès.
- Le FC Metz bat, en finale de la Coupe de France de football, l'AS Monaco par 2 buts à 0.
- Les Girondins de Bordeaux remportent le Championnat de France de football de 1re division.

## Football américain
- 22 janvier : Super Bowl XVIII : Raiders de Los Angeles 38, Redskins de Washington 9.
- Finale du championnat de France : Anges Bleus Joinville bat Spartacus Paris.

## Hockey sur glace
- Les Oilers d'Edmonton remportent la Coupe Stanley.
- Coupe Magnus : Megève champion de France.
- Davos champion de Suisse.
- L’Union soviétique remporte le championnat du monde.

## Jeux olympiques
- Jeux olympiques d'été à Los Angeles (États-Unis) dont les compétitions se tiennent entre le 28 juillet et le 12 août.
  - Article de fond: Jeux olympiques d'été de 1984.
- Jeux olympiques d'hiver à Sarajevo (Yougoslavie) dont les compétitions se tiennent entre le 8 février et le 19 février.
  - Article de fond: Jeux olympiques d'hiver de 1984.

## Natation
- 27 juin : à Indianapolis, Rick Carey porte le record du monde du 200 m dos à 1 min 58 s 86.
- 4 août : à Los Angeles, lors de la finale des Jeux olympiques d'été, l'équipe des États-Unis, composée de Rick Carey, Steve Lundquist, Pablo Morales et Rowdy Gaines porte le record du monde du relais 4×100 m 4 nages à 3 min 39 s 30.

## Rugby à XIII
- 20 mai : à Narbonne, Villeneuve-sur-Lot remporte la Coupe de France face à Limoux 18-7.
- 27 mai : à Toulouse, le XIII Catalan remporte le Championnat de France face à Villeneuve-sur-Lot 30-6.

## Rugby à XV
- L'Écosse remporte le Tournoi des Cinq Nations en signant un Grand Chelem.
  - Article détaillé : Tournoi des cinq nations 1984
- L'AS Béziers est champion de France.

## Ski alpin
- Coupe du monde
  - Le Suisse Pirmin Zurbriggen remporte le classement général de la Coupe du monde.
  - La Suissesse Erika Hess remporte le classement général de la Coupe du monde féminine.

## Speed-ball
- La Fédération Internationale de Speed-ball est créée, elle regroupe les trois pays fondateurs: l'Égypte, la France et le Japon.

## Tennis
- Open d'Australie : Mats Wilander gagne le tournoi masculin, Chris Evert s'impose chez les féminines.
- Internationaux de France de tennis : Ivan Lendl remporte le tournoi masculin, Martina Navrátilová gagne dans le tableau féminin.
- Tournoi de Wimbledon : John McEnroe gagne le tournoi masculin, Martina Navrátilová s'impose chez les féminines.
- US Open : John McEnroe gagne le tournoi masculin, Martina Navrátilová gagne chez les féminines.
- La Suède gagne la Coupe Davis face aux États-Unis en finale (4-1).
  - Article détaillé : Coupe Davis 1984

## Voile
- Yvon Fauconnier remporte l'OSTAR à bords d'Umupro Jardin en 16 j 06 h 25 min.

## Naissances

### Janvier
- 3 janvier : Maximilian Mechler, sauteur à ski allemand.
- 18 janvier : Alaixys Romao, footballeur togolais.
- 20 janvier : Christophe Alidor, footballeur français.
- 30 janvier : Chaz Johnson, joueur de hockey sur glace canadien.

### Février
- 17 février : Peter Mannino, joueur de hockey sur glace américain.
- 21 février : Andreas Seppi, joueur de tennis italien.
- 25 février : Xing Huina, athlète chinoise, championne olympique du 10 000 mètres aux Jeux d'Athènes en 2004.

### Mars
- 5 mars : 
  - Guillaume Hoarau, footballeur français.
  - Kirill Ikonnikov, athlète russe, spécialiste du lancer du marteau.
  - Marcello Miani, rameur italien.
  - Dean Mumm, joueur de rugby à XV australien.
  - Thomas Renault, footballeur français.

- 9 mars : Julia Mancuso, skieuse alpine américaine.
- 30 mars : Mario Ančić, joueur de tennis croate.

### Avril
- 2 avril : Jérémy Morel, footballeur français.
- 10 avril : Alemão, footballeur brésilien († 8 juillet 2007).
- 11 avril : Nikola Karabatic, joueur de handball français d'origine serbe, évoluant au poste d'arrière gauche, champion d'Europe en 2006.
- 12 avril : Kevin Pauwels, cycliste belge, spécialiste du cyclo-cross.
- 18 avril : Pierre-André Bureau, joueur de hockey sur glace canadien.
- 24 avril : Jérémy Berthod, footballeur français.
- 27 avril : Fabien Gilot, nageur français.

### Mai
- 11 mai : Andrés Iniesta, footballeur espagnol.
- 29 mai : Carmelo Anthony, joueur américain de basket-ball évoluant en NBA.
- 31 mai : Milorad Čavić, nageur serbe.

### Juin
- 5 juin : Michał Bielczyk, athlète polonais, spécialiste du sprint.
- 14 juin : Yuriy Prilukov, nageur russe.

### Juillet
- 14 juillet : Renaldo Balkman, joueur de basketball américain naturalisé portoricain.
- 28 juillet : Zach Parisé, joueur professionnel américain de hockey sur glace.

### Août
- 14 août :
  - Eva Birnerová, joueuse de tennis tchèque.
  - Robin Söderling, joueur de tennis suédois.
- 21 août : Mohamed Riad, judoka français.
- 23 août : Manuel Carizza, joueur argentin de rugby à XV.
- 24 août : Charlie Villanueva, joueur américain de basket-ball.
- 26 août : Jérémy Clément, footballeur français.
- 29 août : Helge Meeuw, nageur allemand, spécialiste du dos crawlé et de la nage papillon.
- 31 août : Ted Ligety, skieur alpin américain.

### Septembre
- 20 septembre : Brian Joubert, patineur français.
- 22 septembre : Thiago Silva, footballeur brésilien.
- 27 septembre : Wouter Weylandt, cycliste belge.
- 28 septembre : Mathieu Valbuena, footballeur français.

### Octobre
- 6 octobre : Mark Dillon, athlète canadien, spécialiste du 100 mètres.
- 10 octobre :
  - Jean-Baptiste Grange, skieur alpin français.
  - Miguel Ângelo Ferreira de Castro, joueur de football portugais.
- 13 octobre : Gift Leremi, footballeur sud-africain († 3 septembre 2007).
- 18 octobre : Lindsey Kildow, skieuse alpine américaine.
- 22 octobre : Franz Göring, skieur de fond allemand.
- 26 octobre
  - Stefanie Reid, athlète canadienne, spécialiste du saut en hauteur.
  - Sasha Cohen, patineuse artistique américaine.
  - Mathieu Crepel, un snowboarder français.
- 28 octobre : Obafemi Martins, footballeur nigérian.

### Novembre
- 25 novembre : Maria Riesch, skieuse alpine allemande.
- 28 novembre :
  - Marc-André Fleury, joueur professionnel canadien de hockey sur glace (gardien de but) évoluant dans la LNH.
  - Andrew Bogut, basketteur australien.

### Décembre
- 2 décembre : Dimitri Dragin, judoka français.
- 4 décembre : Leong Mun Yee, plongeuse malaisienne.
- 7 décembre :
  - Vera Zvonareva, joueuse de tennis russe.
  - Robert Kubica, pilote automobile polonais.
- 13 décembre : Santi Cazorla, footballeur espagnol.
- 15 décembre : Amel Bensemain, judokate française.
- 18 décembre : Modou Sougou, footballeur sénégalais.
- 26 décembre : Leonardo Ghiraldini, joueur de rugby à XV italien.
- 30 décembre : LeBron James, joueur de basket-ball américain.

## Décès
- 20 janvier : Johnny Weissmuller, 79 ans, nageur américain. (° 2 juin 1904).
- 10 mai : Joaquim Agostinho, 42 ans, coureur cycliste portugais. (° 7 avril 1942).
- 7 septembre : Don Tallon, 68 ans, joueur de cricket australien. (° 17 février 1916).
- 12 septembre : Yvon Petra, 68 ans, joueur de tennis français. (° 8 mars 1916).